# راب هاردی
رابرت هاردی جونیور به اختصار راب هاردی (به انگلیسی: Rob Hardy) یک کارگردان فیلم، تهیه‌کننده فیلم، فیلمنامه نویس و کارگردان تلویزیون است. وی با همکاری ویل پکر، شرکت تولید رین فورست فیملز (Rainforest Films) را در سال ۱۹۹۴ تأسیس کرد. از آثار برجسته او می‌توان به انجیل، ترویز و ترویز ۲: جعبه پاندورا واعتبار تلویزیونی وی شامل بخش فوریت‌های پزشکی (مجموعه تلویزیونی)، ذهن‌های جنایتکار، کماندار اشاره کرد.
هاردی در تاریخ ۹ ژانویه سال ۲۰۱۴ در چهلمین جوایز تصویر انجمن ملی پیشرفت رنگین‌پوستان برای کارگردانی عالی در یک سریال دراماتیک برای کارهای خود در ذهن‌های جنایتکار نامزد شد.

## زندگی شخصی
هاردی در فیلادلفیا بزرگ شد. وی در سال ۱۹۹۱ از مدرسه جورج فارغ‌التحصیل شد.
هاردی به همراه همسر و پسراش در آتلانتا اقامت می‌کند. هاردی فارغ‌التحصیل دانشگاه A&M فلوریدا و عضو برادری آلفا فی آلفا است. هاردی تحصیلات خود را در آکادمی فیلم نیویورک به پایان رسانده‌است.